# Való Világ 8
A Való Világ Powered by Big Brother (gyakran használt rövidítéssel VV8) a Való Világ realityműsor nyolcadik szériája, amelyet az előző két évadhoz hasonlóan újra az RTL II-n sugároztak.
A műsor 2016. augusztus 27-től 2016. december 11-ig futott, a műsor a jól megszokott Való Világ, és a Big Brother realitysorozat keveréke volt.
A show műsorvezetői Nádai Anikó és Istenes Bence, valamint a kapcsolódó kísérőműsort pedig a Való Világ 6 győztese, Aurelio és Gáspár Győző vezette.
Az előző szériákhoz hasonlóan a nézők ebben a szériában is applikáción keresztül szavazhattak, viszont a VVAPP-ot felváltotta az RTL24 alkalmazás, melynek előnye, hogy több RTL Csoport által vetített műsor menetét is befolyásolni lehet.
A szériát 105 nap után Soma nyerte.
Kolosi Péter, az RTL Magyarország programigazgatója, a Való Világ 8 fináléja után két nappal bejelentette, hogy a széria nézettségével megelégedve a csatorna a folytatás mellett döntött, az új műsor időpontjáról csak később döntenek.

## A műsor menete

### Villalakók
| Név                           | Kor | Lakhely                   | Foglalkozás             | Beköltözés ideje    |
| ----------------------------- | --- | ------------------------- | ----------------------- | ------------------- |
| Vivien (Vanicsek Vivien)      | 22  | Budapest                  | munkanélküli            | 2016. augusztus 27. |
| Lóri (Csodó Loránd)           | 23  | Budapest                  | statiszta               | 2016. augusztus 27. |
| Mici (Dudás Noémi)            | 24  | Budapest                  | magánvállalkozó         | 2016. augusztus 27. |
| Soma (Farkas Soma)            | 22  | Budapest                  | tanuló                  | 2016. augusztus 27. |
| Dávid (Földeák Dávid)         | 25  | Budapest                  | logisztikai koordinátor | 2016. augusztus 27. |
| Dina (Hornyák Diana)          | 23  | Oborín (Abara), Szlovákia | pultos                  | 2016. augusztus 27. |
| Tivy (Deák Tivadar)           | 28  | Tatabánya                 | videógyártó/szabadúszó  | 2016. augusztus 27. |
| Zsófi (Varga Zsófia)          | 21  | Budapest                  | tanuló                  | 2016. augusztus 27. |
| Viki (Petri Viktória)         | 23  | Szentes                   | hostess                 | 2016. augusztus 28. |
| Ati (Torma Attila)            | 25  | Felsőszentiván            | szakács                 | 2016. augusztus 29. |
| Evelin (Lakatos Evelin)       | 23  | Budapest                  | bártender               | 2016. augusztus 30. |
| Zsolti (Osváth Zsolt)         | 24  | Budapest                  | meleg bártender         | 2016. augusztus 31. |
| Krisztián (Baranyi Krisztián) | 26  | Hatvan                    | csoportvezető           | 2016. augusztus 31. |
| Zseraldin (Acsai Zseraldin)   | 22  | Zsámbok                   | munkanélküli            | 2016. szeptember 4. |
| Gina (Kuti Gina)              | 22  | Lengyeltóti               | tanuló                  | 2016. október 9.    |

### Kiválasztás
| Villalakók   | 0.                          | 1.                           | 2.                                             | 3.                               | 4.                           | 5.                               | 6.                                                             | 7.                         | 8.                             | 9.          | 10.          | Státusz                                     |
| Villalakók   | 2016                        | 2016                         | 2016                                           | 2016                             | 2016                         | 2016                             | 2016                                                           | 2016                       | 2016                           | 2016        | 2016         | Státusz                                     |
| Villalakók   | szeptember 4.               | szeptember 4.                | szeptember 18.                                 | október 2.                       | október 9.                   | október 23.                      | november 6.                                                    | november 20.               | november 28.                   | december 5. | december 10. | Státusz                                     |
| ------------ | --------------------------- | ---------------------------- | ---------------------------------------------- | -------------------------------- | ---------------------------- | -------------------------------- | -------------------------------------------------------------- | -------------------------- | ------------------------------ | ----------- | ------------ | ------------------------------------------- |
| Soma         | 1,89%                       | Mici                         | Zseraldin                                      | Evelin                           | Mici                         | Ati                              | Mici                                                           | Mici                       | Ati                            | Krisztián   | 9,72%        | Győztes (106 napot töltött a Villában)      |
| Vivien       | 8,55%                       | Viki                         | Tivy                                           | Lóri                             | Soma                         | Dávid                            | Tivy                                                           | Mici                       | Dávid                          | Dávid       | 20,62%       | 2. helyezett (106 napot töltött a Villában) |
| Gina         | Még nem volt játékban       | Még nem volt játékban        | Még nem volt játékban                          | Még nem volt játékban            | Még nem volt játékban        | Evelin                           | Tivy                                                           | Ati                        | Ati                            | Dávid       | 23,55%       | 3. helyezett (63 napot töltött a Villában)  |
| Krisztián    | 4,26%                       | Viki                         | Mici                                           | Lóri                             | Tivy                         | Evelin                           | Tivy                                                           | Zsolti                     | Soma                           | Soma        | 46,11%       | Kiszavazva (101 napot töltött a Villában)   |
| Dávid        | 0,80%                       | Viki                         | Dina                                           | Lóri                             | Mici                         | Tivy                             | Tivy                                                           | Vivien                     | Gina                           | Vivien      |              | Kiszavazva (104 napot töltött a Villában)   |
| Ati          | 7,74%                       | Dina                         | Dina                                           | Zseraldin                        | Zseraldin                    | Evelin                           | Tivy                                                           | Gina                       | Gina                           |             |              | Kiszavazva (97 napot töltött a Villában)    |
| Zsolti       | 5,92%                       | Dina                         | Zseraldin                                      | Mici                             | Zseraldin                    | Tivy                             | Tivy                                                           | Mici                       |                                |             |              | Kiszavazva (88 napot töltött a Villában)    |
| Mici         | 12,13%                      | Viki                         | Dávid                                          | Zsolti                           | Zseraldin                    | Evelin                           | Soma                                                           | Zsolti                     |                                |             |              | Kiszavazva (92 napot töltött a Villában)    |
| Tivy         | 5,15%                       | Viki                         | Mici                                           | Zseraldin                        | Krisztián                    | Zsolti                           | Gina                                                           |                            |                                |             |              | Kiszavazva (78 napot töltött a Villában)    |
| Evelin       | 9,84%                       | Viki                         | Dina                                           | Lóri                             | Ati                          | Krisztián                        |                                                                |                            |                                |             |              | Kiszavazva (61 napot töltött a Villában)    |
| Zseraldin    | Még nem volt játékban       | Még nem volt játékban        | Dina                                           | Lóri                             | Ati                          |                                  |                                                                |                            |                                |             |              | Kiszavazva (42 napot töltött a Villában)    |
| Lóri         | 3,21%                       | Viki                         | Mici                                           | Evelin                           |                              |                                  |                                                                |                            |                                |             |              | Feladta (43 napot töltött a Villában)       |
| Dina         | 17,72%                      | Ati                          | Dávid                                          |                                  |                              |                                  |                                                                |                            |                                |             |              | Kiszavazva (29 napot töltött a Villában)    |
| Viki         | 2,04%                       | Lóri                         |                                                |                                  |                              |                                  |                                                                |                            |                                |             |              | Kiszavazva (14 napot töltött a Villában)    |
| Zsófi        | 20,75%                      |                              |                                                |                                  |                              |                                  |                                                                |                            |                                |             |              | Kiszavazva (8 napot töltött a Villában)     |
|              |                             |                              |                                                |                                  |                              |                                  |                                                                |                            |                                |             |              |                                             |
| Védett       |                             | Zseraldin                    | Lóri                                           | Dávid Evelin                     | Gina                         | Mici                             | Ati Gina                                                       | Krisztián                  |                                |             |              |                                             |
| Kiválasztott | Viki                        | Dina                         | Lóri                                           | Zseraldin                        | Evelin                       | Tivy                             | Mici                                                           | Ati                        | Dávid                          |             |              |                                             |
| Kihívott     | Lóri                        | Dávid                        | Dávid                                          | Mici                             | Ati                          | Krisztián                        | Zsolti Dávid                                                   | Gina                       | Vivien                         |             |              |                                             |
| Párbaj       | szeptember 11.              | szeptember 25.               | október 9.                                     | október 16.                      | október 30.                  | november 13.                     | november 27.                                                   | december 4.                | december 9.                    |             |              |                                             |
| Párbaj       | Viki (39,94%) Lóri (60,06%) | Dina (38,25%) Dávid (61,75%) | A párbaj elmaradt Lóri (35,65%) Dávid (64,35%) | Zseraldin (43,33%) Mici (56,67%) | Evelin (46,98%) Ati (53,02%) | Tivy (41,77%) Krisztián (58,23%) | Mici (14,96%) Zsolti (42,62%) (45,74%) Dávid (42,42%) (54,26%) | Ati (39,58%) Gina (60,42%) | Dávid (47,79%) Vivien (52,21%) |             |              |                                             |
| Kiszavazott  | Zsófi                       | Viki                         | Dina                                           | Lóri                             | Zseraldin                    | Evelin                           | Tivy                                                           | Mici Zsolti                | Ati                            | Dávid       | Krisztián    |                                             |

Az elmaradt párbaj

Lóri úgy döntött, hogy a párbaj előtt feladja a játékot, ezért az október 9-ei párbaj elmaradt. Lóri helyére egy új villalakó, Gina költözött be. Valamint még ebben az adásban megtartották a következő kiválasztást. (Gina védettséget élvezett, és jelet sem tehetett).
A felgyorsított játék
November 27-én hármas párbajt tartottak. Ez annyiban különbözött a normál párbajtól, hogy a Kiválasztott által kihívott játékos nevezte meg a harmadik résztvevőt, aki sötétkék kendőt kapott. A párbaj kezdetén a legkevesebb szavazatot kapó játékos azonnal kiesik a játékból, és ezután a megszokottaknak megfelelően fut tovább a párbaj. Ezután a játék ugyan gyorsított formában, de a megszokottak szerint futott tovább.

### Finálé

#### A végeredmény
| Finalista | Eredmény | Eredmény    | Státusz      |
| Finalista | Első kör | Második kör | Státusz      |
| --------- | -------- | ----------- | ------------ |
| Soma      | 50,14%   | 62,65%      | Győztes      |
| Vivien    | 28,40%   | 37,35%      | 2. helyezett |
| Gina      | 21,46%   |             | 3. helyezett |

#### Az est menete
A Finálé 2016. december 11-én került megrendezésre, ahol Vivien, Soma és Gina küzdött a főnyereményért.
Az utolsó nap összefoglalóját követően lezárták a szavazást. A legkevesebb szavazatot (az összes szavazat 21,46%-át) Gina kapta.
A két versenyben maradt játékos kiment a stúdióba, ahol kisfilmeket mutattak be a Villában töltött életükről. Ezt követően ismét visszatértek a Villába. Ezután lezárták a szavazást. Az eredményhirdetéskor Vivien a szavazatok 37,35%-át kapta, így a Való Világ Powered by Big Brother szériáját végül Soma nyerte 62,65%-kal. Nyereménye egy éven át havi 3 millió forint.

### Heti tematikák
Papás-mamás hét
A villalakók azt a feladatot kapták,hogy a Való Világ 6 párosaihoz hasonlóan, egy babaszimulátorról kellett gondoskodniuk a játékhét során.
      –  Győztes
| Párok             | Baba neme | Baba neve  | Heti helyezés       |
| ----------------- | --------- | ---------- | ------------------- |
| Vivi és Zsolti    | lány      | Britti     | 3.                  |
| Mici és Krisztián | lány      | Mirella    | 4.                  |
| Dina és Lóri      | fiú       | Olivér     | 2.                  |
| Evelin és Dávid   | lány      | Natasa     | 2.                  |
| Zseraldin és Tivy | lány      | Málna      | A szimuláció leállt |
| Soma és Ati       | fiú       | Alessandro | 1.                  |

Hierarchia hét
A villalakók a heti feladat kapcsán felállították a villa hierarchiáját. A kialakult csoportoknak a játék folyamán a Villaregulában leírtakat kellett követniük, mely meghatározta az alvás és az étkezés helyszíneit is. A Főgóré privilégiuma egy csengő volt, mellyel bármikor jelezhette, ha igényt tartott villatársai szolgálataira.
| Rangsor | Név       | Titulus         | Alvás helye | Étkezés    |
| ------- | --------- | --------------- | ----------- | ---------- |
| 1.      | Zsolti    | "Főgóré"        | "Sufni"     | a villában |
| 2.      | Tivy      | "Górék"         | Hálószoba   | a villában |
| 3.      | Soma      | "Górék"         | Hálószoba   | a villában |
| 4.      | Vivi      | "Górék"         | Hálószoba   | a villában |
| 5.      | Dina      | "Górék"         | Hálószoba   | a villában |
| 6.      | Lóri      | "Górék"         | Hálószoba   | a villában |
| 7.      | Evelin    | "Pancserek"     | Nappali     | a kertben  |
| 8.      | Krisztián | "Pancserek"     | Nappali     | a kertben  |
| 9.      | Zseraldin | "Pancserek"     | Nappali     | a kertben  |
| 10.     | Dávid     | "Pancserek"     | Nappali     | a kertben  |
| 11.     | Mici      | "Pancserek"     | Nappali     | a kertben  |
| 12.     | Ati       | "Legpancserebb" | Nappali     | a kertben  |

Szálloda hét

A villalakók azt a feladatot kapták, hogy egy saját luxushotelt (RealWorld Luxury Resort) üzemeltessenek a villa területén belül. A "hotelbe" minden nap új lakók költöznek be, akik külföldi származásuktól eredően nem tudnak magyarul. A hotel személyzetét a szállodaigazgató állította össze, mely pozícióért az első nap egy szintfelmérést tartottak angol nyelvből, melyet Dávid nyert meg. A nézők szavazhattak hogy ki legyen a hét dolgozója, Soma lett. Soma jutalma egy Védettségre jogosító kupon volt, melyet a játék során bármikor felhasználhatott saját vagy a többi villalakó hasznára.
      –  A hét dolgozója
| Személyzet | Személyzet                 |
| Név        | Foglalkozás                |
| ---------- | -------------------------- |
| Dávid      | Szállodaigazgató           |
| Lóri       | Szállodaigazgató-helyettes |
| Soma       | Recepciós / Londíner       |
| Ati        | Szakács                    |
| Evelin     | Kukta                      |
| Krisztián  | Animátor / Személyi edző   |
| Zseraldin  | Masszázs / Szauna mester   |
| Zsolti     | Pultos / Bártender         |
| Tivy       | Felszolgáló                |
| Mici       | Szobalány                  |
| Vivi       | Szobalány                  |

Média hét

A villalakók azt a feladatot kapták, hogy egy bulvárújságot (Villafirka) kell szerkeszteniük a villában történt események alapján. A három főszerkesztő: Mici, Evelin, és Lóri 3 csapatot alakítottak ki, és minden nap más csapat szerkesztette a lapot.
Cirkusz hét
A villalakóknak ezen a héten párokban különböző cirkuszi mutatványokat kellett gyakorolniuk, hogy majd a hét végén egy valódi cirkuszi előadásban mutassák be a tudásukat. A villalakók mentorok segítségével készültek fel a hétvégi bemutatásra. A lakók felkészülését Evelin, a cirkuszigazgató irányította. A nézők dönthették el, hogy melyik páros nyerje a hetet. Ők úgy döntöttek hogy Vivi és Zsolti előadása volt a legjobb, jutalmuk egy-egy videóüzenet volt a hozzátartozóiktól.
      –  Legjobb páros
| Név                | Szerep               |
| ------------------ | -------------------- |
| Tivy és Ati        | bohóc                |
| Vivi és Zsolti     | légtornász           |
| Soma és Gina       | erőember és partnere |
| Mici és Krisztián  | állatidomár          |
| Dávid és Zseraldin | zsonglőr             |
| Evelin             | cirkuszigazgató      |

Öko-hét
Ezen a héten a villalakóknak egy kerékpárral kellett elektromos áramot előállítaniuk, mivel a villa áram és meleg víz ellátását lekapcsolták. Ezenkívül csak egy módosított bevásárlólistáról rendelhettek élelmiszert, és héten további környezetkímélő feladatokat kellett megoldaniuk.
Iskola hét

Ezen a héten a villalakóknak egy középiskolai oktatásnak megfelelően kellett történelmet, magyar irodalmat és nyelvtant, földrajzot és matematikát tanulniuk, valamint testnevelés órákon is részt kellett venniük. A legjobb tanuló Soma lett, jutalma egy videóüzenet volt édesanyjától.
Média hét

Ezen a héten a villalakók kezébe került a villa irányítása, mivel egy "ValóVilágot" kellett szerkeszteniük. Minden nap más páros üzemeltette a villa történéseit. Az éppen üzemeltető páros különféle feladatokat adhatott a villalakóknak, kik kötelesek voltak ezeket végrehajtani.
| Sorrend | Párok             |
| ------- | ----------------- |
| 1.      | Mici és Krisztián |
| 2.      | Gina és Soma      |
| 3.      | Ati és Dávid      |
| 4.      | Vivi és Zsolti    |